# アリ・アクマン
アリ・アクマン（Ali Akman, 2002年4月18日 - ）は、トルコ・ブルサ県ブルサ出身のサッカー選手。チョルムFK所属。ポジションはFW。

## クラブ経歴
2013年から2年間イネギョルスポルのユースで過ごし、2015年にブルサスポルのユースチームに加入。2018年にユースリーグで結果を出し、2019年に正式にトップチームに昇格。8月18日のTFF1.リグ (2部リーグ)のファティ・カラギュムリュクSK戦でプロデビューし、26日のアクヒサル・ベレディイェスポル戦では、プロ2戦目で初ゴールを記録。2019-20シーズンの2ゴールを記録。翌2020-21シーズンは2部リーグながらゴールを量産し、注目を集める。
2021年1月31日、アイントラハト・フランクフルトと4年契約を締結し、同年7月より加入することが発表された。しかし、2日後にブルサスポルのフロント陣から、同年6月まで契約が残っていたにも関わらず、クラブの同義に反したとして、“非倫理的な移籍”という理由で無期限の出場停止処分を下されてしまった。その後、3月に入りブルサスポルとの契約解消に合意。前倒しでフランクフルト加入が決まり、2021-22シーズンより正式にチームロースターに加わることになった。尚、2021-21シーズンはNECナイメヘンでプレーすることになった。

## 代表経歴
2016年から各ユース世代のトルコ代表に随時招集されている。